# Антоній Бжостовський
Антоній Бжостовський герба Стремено (пол. Antoni Brzostowski; нар. 30 квітня 1666 — пом. 25 вересня 1718) — релігійний діяч ВКЛ. Син Кипріяна Павла Бжостовського.
У 1684 р. вступив до Товариства Ісуса. Префект будівництва єзуїтської резиденції в Мінську (1703—1704), її настоятель (1704—1714), ректор Мінської єзуїтської колегії (1714—1717).